# Place de la République
De Place de la République ("Plein van de republiek") is een monumentaal plein in het centrum van de Franse hoofdstad Parijs, gelegen op de grens van het 3e, 10e en 11e arrondissement. Het plein is vernoemd naar de Eerste, Tweede en Derde Republiek. Centraal op het plein staat het Monument à la République met een standbeeld van Marianne, de personificatie van Frankrijk.
Het rechthoekige plein beslaat 3,4 hectare en behoort daarmee tot de grotere pleinen van Parijs, na de Place de la Concorde (8 ha), de Place de la Nation (5 ha) en de Place Charles de Gaulle (4,5 ha). De Place de la République is voor een groot deel ingericht als verkeersplein. Het middendeel, en sinds 2013 ook het noordoostelijk deel, is verkeersvrij en wordt regelmatig gebruikt voor evenementen en demonstraties.

## Ligging, inrichting en bereikbaarheid
Het plein ligt op de rechteroever (Rive Droite) van de Seine, ten noordoosten van Le Marais-Temple en iets ten westen van het Canal Saint-Martin.

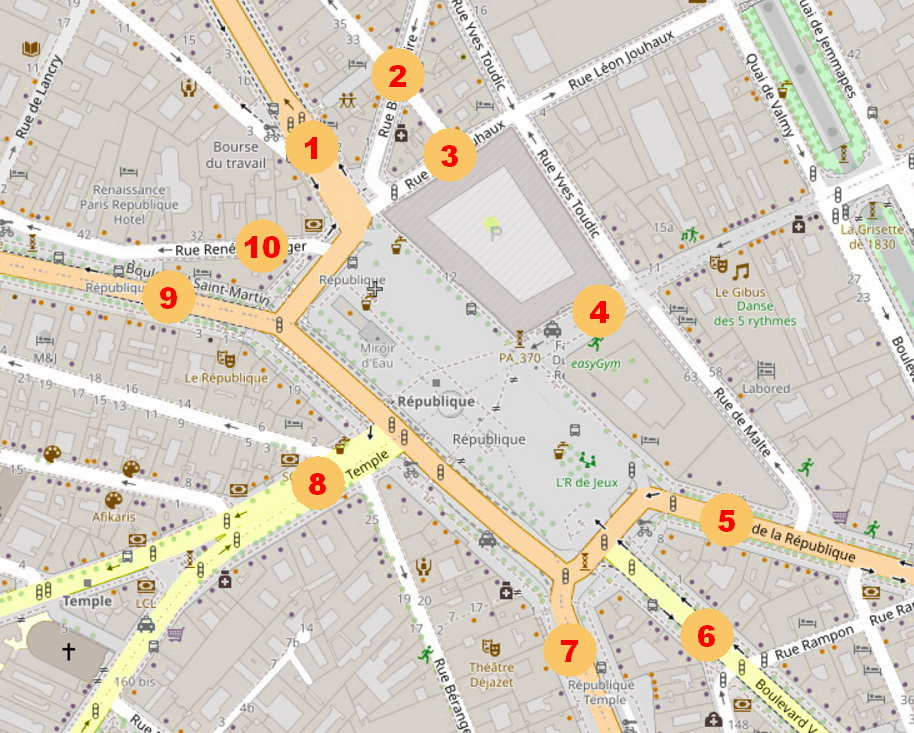
Place de la République, stratenplan

Op het plein komen acht grote lanen (boulevards en avenues) en twee kleinere straten uit. Vanuit het noorden met de klok mee zijn dat:
1. Boulevard de Magenta
2. Rue Beaurepaire
3. Rue Léon-Jouhaux
4. Rue du Faubourg du Temple
5. Avenue de la République
6. Boulevard Voltaire
7. Boulevard du Temple
8. Rue du Temple
9. Boulevard Saint-Martin
10. Rue René Boulanger

Drie van deze straten vormen de grenzen tussen de drie arrondissementen die op het plein samenkomen: tussen de Boulevard du Temple en de Boulevard Saint-Martin ligt het 3e arrondissement; tussen de Boulevard Saint-Martin en de Rue du Faubourg du Temple ligt het 10e en tussen laatstgenoemde straat en de Boulevard du Temple het 11e arrondissement.
Sinds 2013 is het grootste deel van het plein ingericht als voetgangersgebied. Drie delen daarvan hebben een eigen naam gekregen: het Terrasse Émilienne-Moreau-Évrard in het noordelijk deel, het Terrasse du Commandant-Jacques-Blasquez in het middendeel en de Esplanade André Tollet in het zuiden. In laatstgenoemd deel bevindt zich een skatebaan.
Onder het plein ligt het metrostation République, dat bediend wordt door de lijnen 3, 5, 8, 9 en 11. Het is na Châtelet het station met de meeste metroverbindingen en een van de drukste stations van het Parijse metronet.

## Geschiedenis

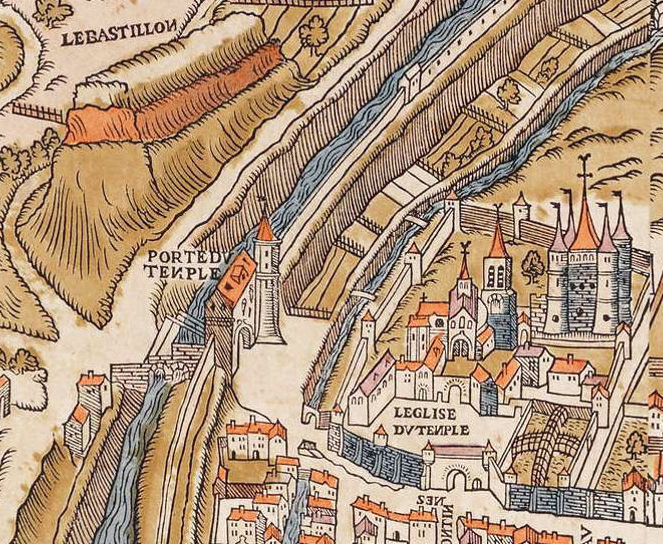
Porte du Temple op de kaart van Truschet en Hoyau (ca. 1550)

### Ontstaansgeschiedenis
Op de locatie van de Place de la République stond in de middeleeuwen een stadspoort, de Porte du Temple, genoemd naar het vlakbij gelegen Enclos du Temple, het voormalige domein van de Tempeliers, later van de Orde van Sint-Jan. De poort was onderdeel van de in de veertiende eeuw, onder Karel V en zijn opvolger Karel VI, gebouwde stadsmuur, de zogenaamde Omwalling van Karel V.

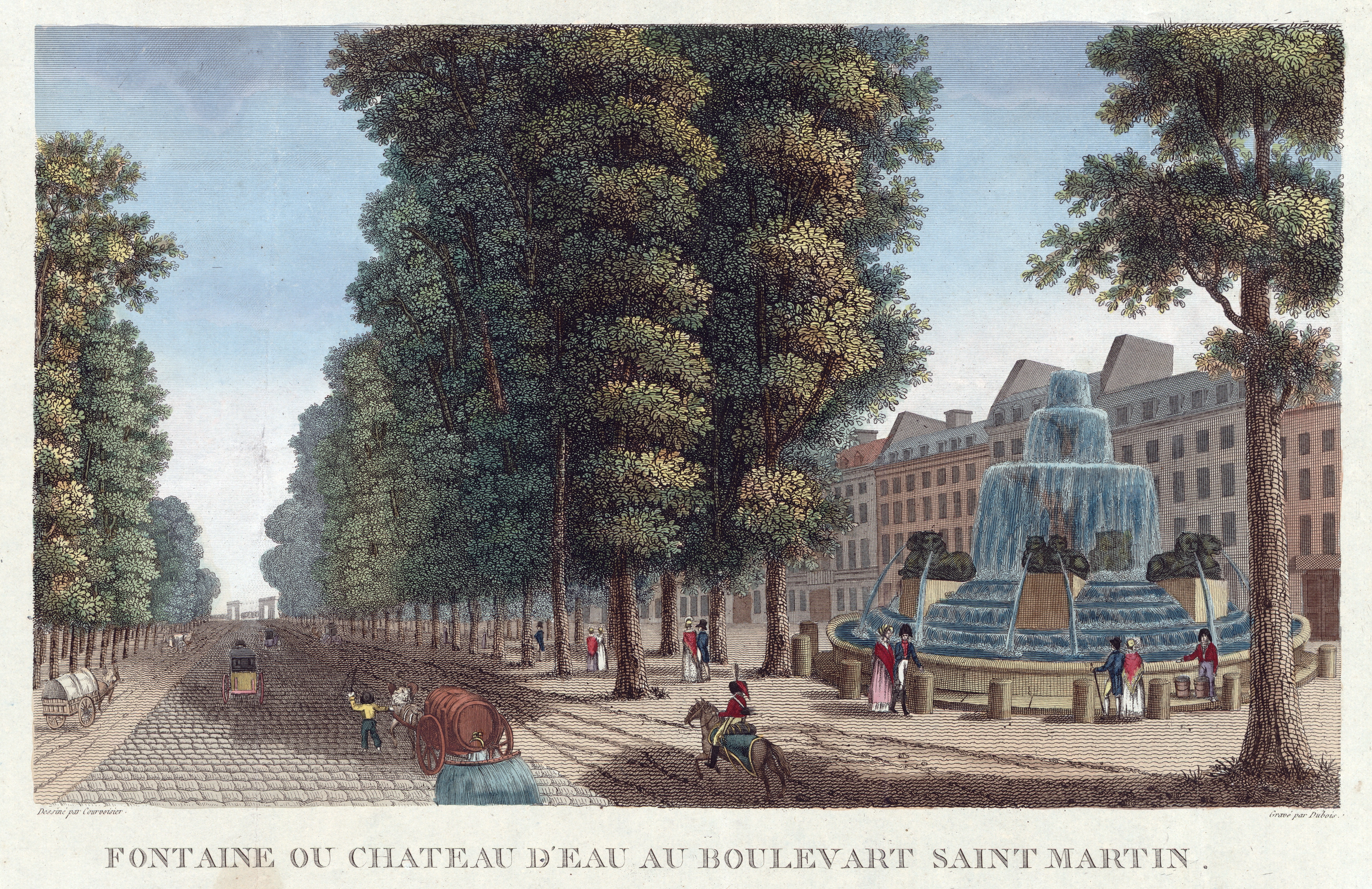
Fontein Château d'Eau op het plein aan de Boulevard Saint-Martin (begin 19e eeuw)

In de jaren 1670-1680 werd deze omwalling gesloopt en vervangen door wandelpromenades, de voorlopers van de boulevards. Op de plaats van het Bastion du Temple werd een driehoekig plein aangelegd. Het plein lag iets meer naar het noordwesten ten opzichte van het huidige plein, ter plaatse van de Rue des Fossés-Saint-Martin (later omgedoopt tot Rue de Bondy, nog later Rue René-Boulanger). Die straat markeert daarmee de noordwestelijke grens van het oude plein. Oorspronkelijk had dit plein geen eigen naam, maar was onderdeel van de Boulevard Saint-Martin (die sinds 1670 zo heet).
Begin negentiende eeuw werd het plein aangeduid als Place du Château d'Eau ("Plein van het waterkasteel"), zo genoemd naar een fontein die in 1811 was ontworpen door Pierre-Simon Girard. Blijkbaar werd die fontein "waterkasteel" genoemd. De negentiende-eeuwse schrijver Émile de La Bédollière vermeldde dat het water uit La Villette afkomstig was en dat de fontein "superieur" was.
Alexandre Dumas richtte in 1847 op dit plein het Théatre Historique op, waar historische toneelstukken te zien waren. Bij de openingsvoorstelling van Dumas' La Reine Margot stond het publiek naar verluidt twee dagen en nachten in de rij om kaarten te bemachtigen. Later werd het theater omgedoopt in Théatre lyrique, waar in 1859 de opera Faust van Charles Gounod in première ging. In 1862 verhuisde het gezelschap, in verband met de op handen zijnde sloop van een groot aantal panden in deze buurt, naar het nieuwe Théâtre de la Ville op de Place du Châtelet.

### Herinrichting 2e helft 19e eeuw

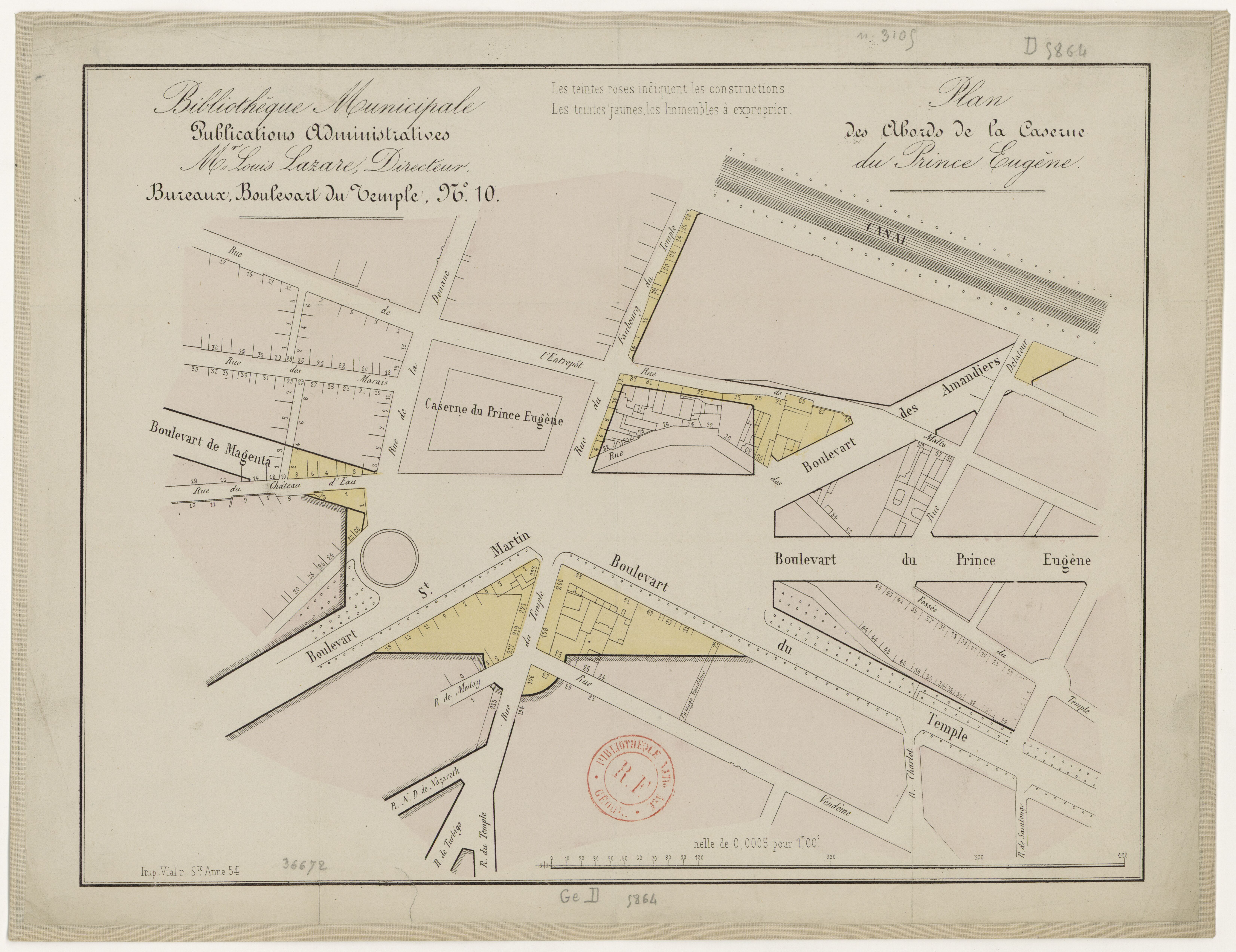
Plan voor de vergroting en herinrichting van het plein (1863)

Het plein kreeg zijn huidige vorm als onderdeel van de grootscheepse stedenbouwkundige vernieuwingen door Georges-Eugène Haussmann tijdens de regeerperiode van Napoleon III (1852-1870). In 1854 werd op het plein een kazerne gebouwd voor 3200 soldaten, de Caserne du Prince Eugène, genoemd naar Eugène de Beauharnais (1781-1824), een stiefzoon van Napoleon Bonaparte. Via de door Haussmann aangelegde boulevards kon deze troepenmacht tijdens opstanden snel bij mogelijke haarden van verzet geraken (zoals de Faubourg Saint-Antoine). Het nieuwe plein was in 1862 in rudimentaire vorm klaar. Door afbraak van een huizenblok werd enkele jaren later de perfecte rechthoekige vorm verkregen. Naast de kazerne verrees in 1867 een van de eerste warenhuizen, Les Magasins réunis. In 1879 kreeg het plein zijn huidige naam.
Op het vergrote plein werd de fontein van Girard uit 1811 te klein bevonden en in 1867 ontwierp Gabriel Davioud een fontein die met acht bronzen leeuwen indrukwekkender was. In 1883 werd ook deze tweede fontein vervangen, deze keer door een indrukwekkend monument, het Monument à la République, ontworpen door de broers Charles en Léopold Morice. De keuze voor dit ontwerp was het resultaat van een prijsvraag die in 1879 werd georganiseerd door het gemeentebestuur van Parijs, dat ter ere van de negentigste verjaardag van de Franse Revolutie een monument voor de Franse Republiek wenste. Het beeld van de gebroeders Morice had de voorkeur van een kleine meerderheid in de jury en eindigde nipt voor de inzending van Aimé-Jules Dalou. Het ontwerp van Dalou werd in 1880 bestemd voor de Place de la Nation. Er vonden twee inauguratieceremonies plaats voor het monument van de Morices; de eerste op 14 juli 1880 met een gipsmodel en de tweede op 14 juli 1883 met de definitieve versie in marmer en brons.

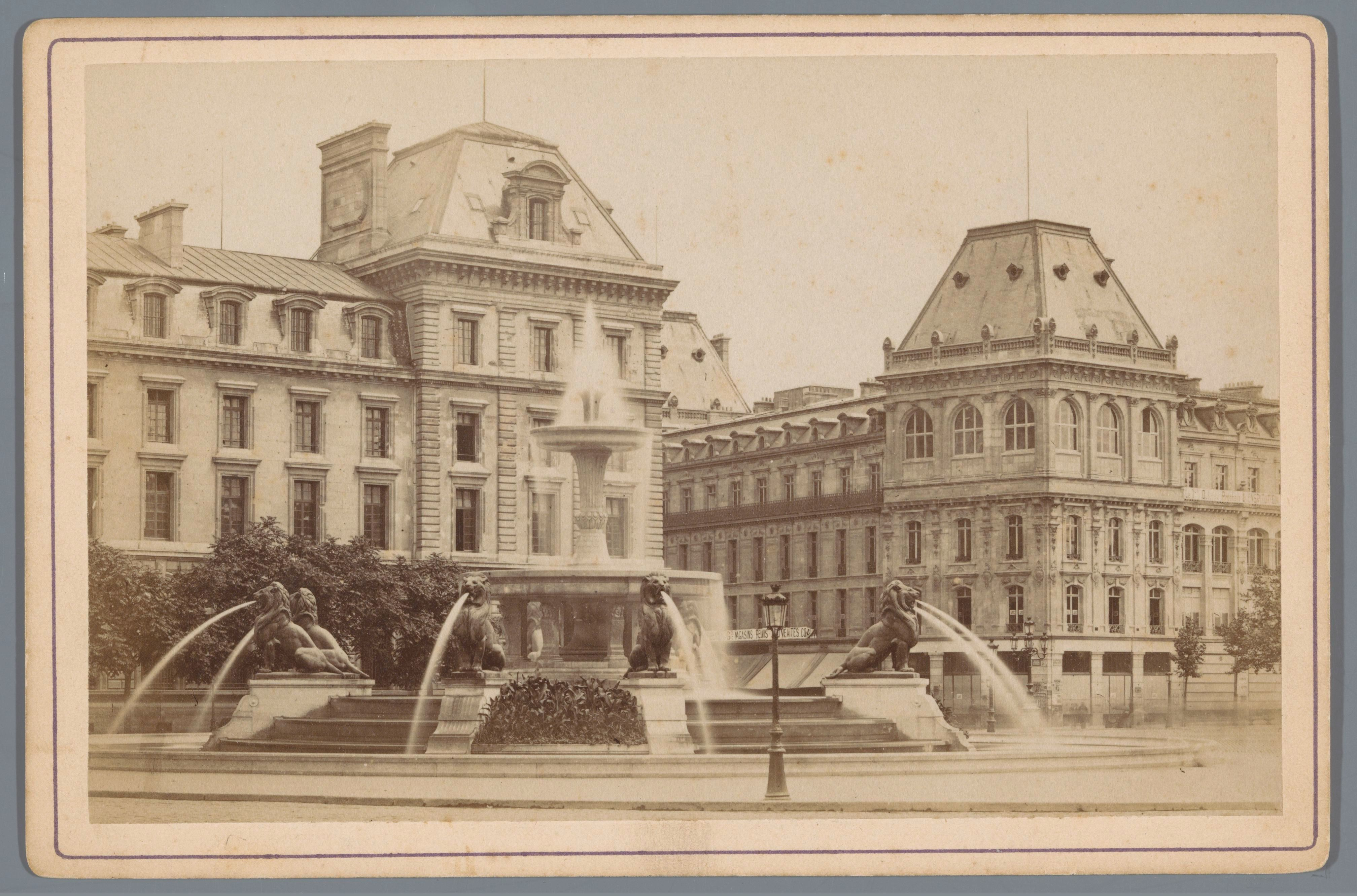
De tweede fontein, met acht bronzen leeuwen, ca. 1870
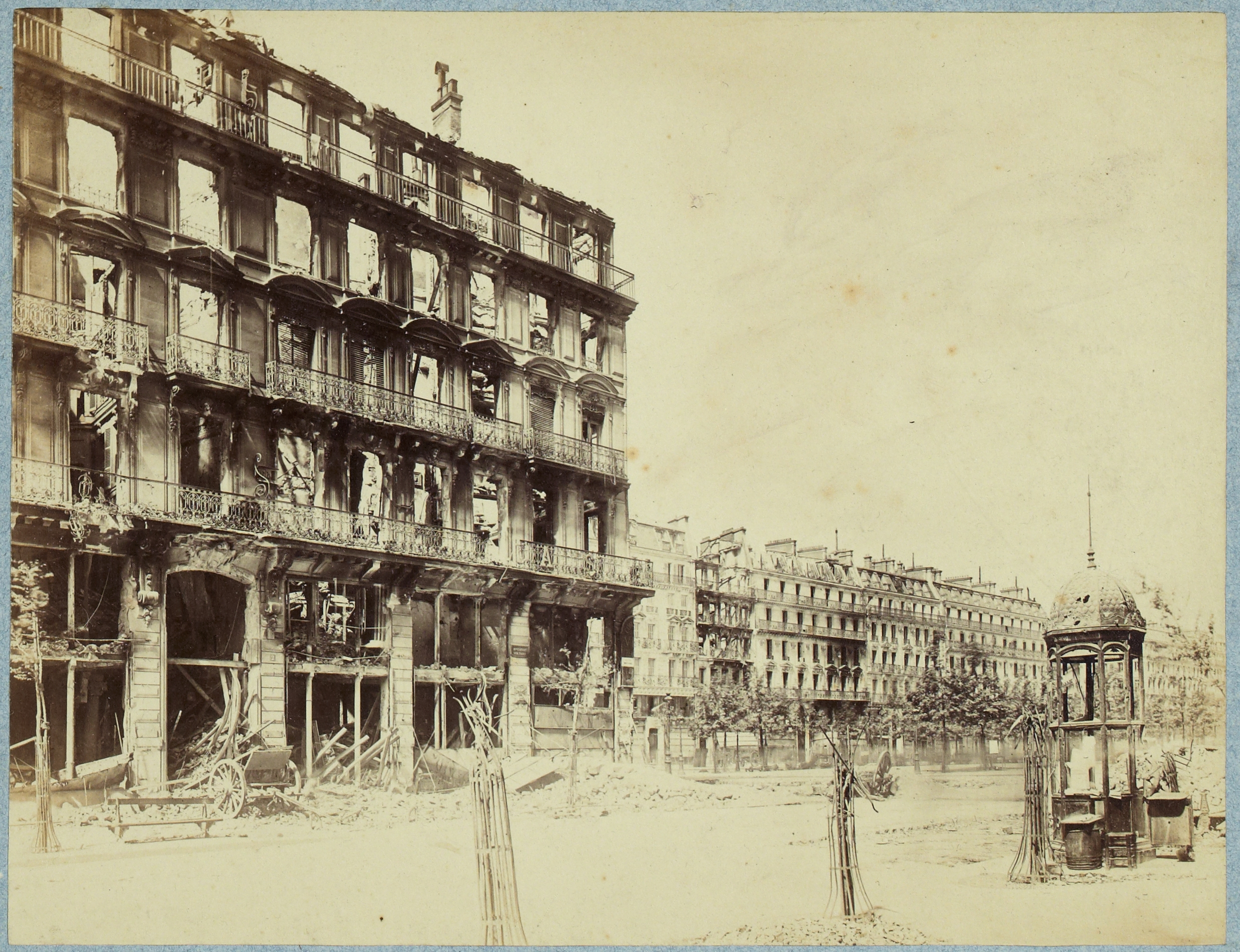
Verwoeste gebouwen na de Commune van Parijs, 1871
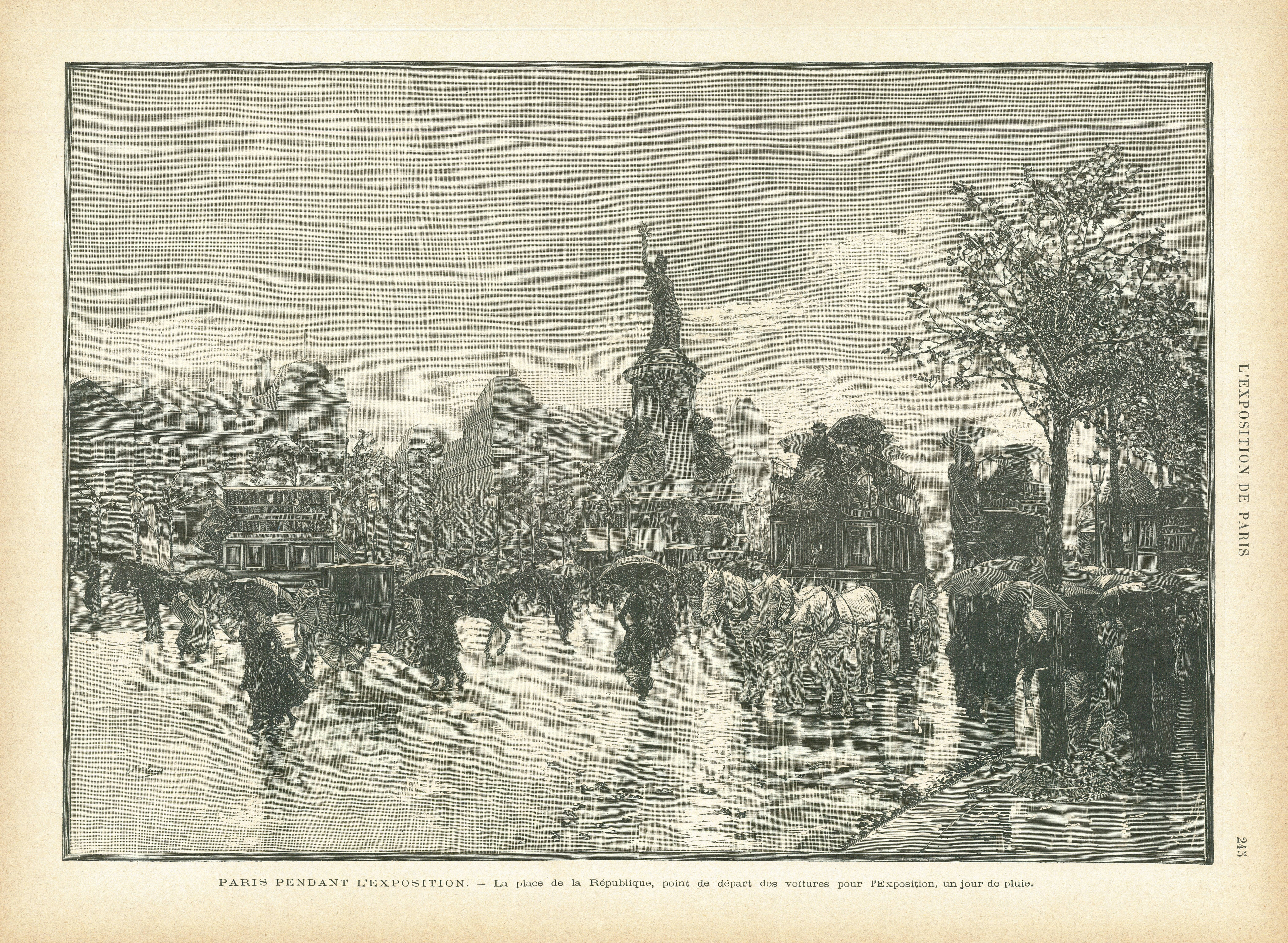
Drukte op het plein tijdens de Wereldtentoonstelling van 1889
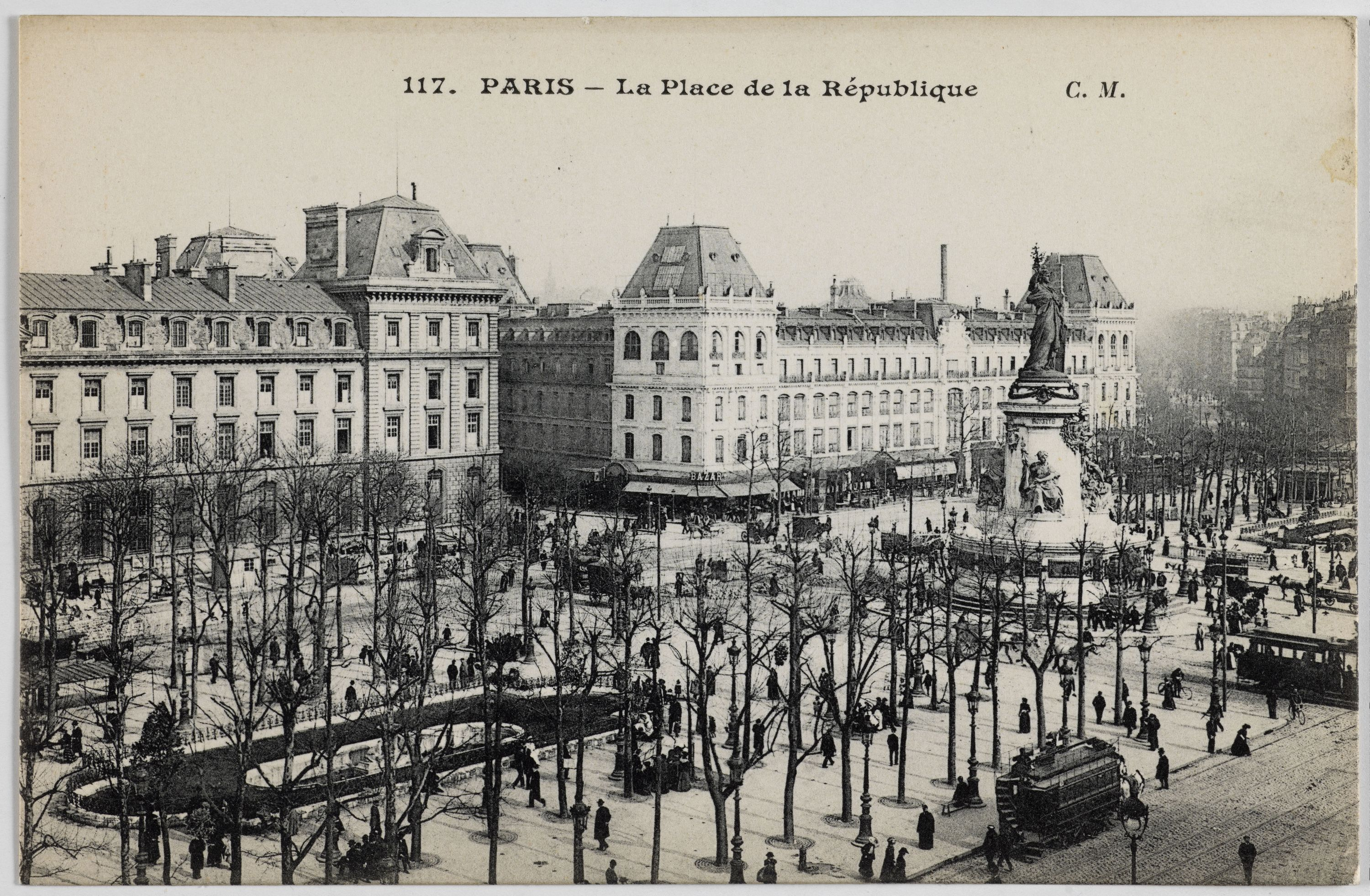
Trams, rijtuigen en wandelaars op het plein, ca. 1900
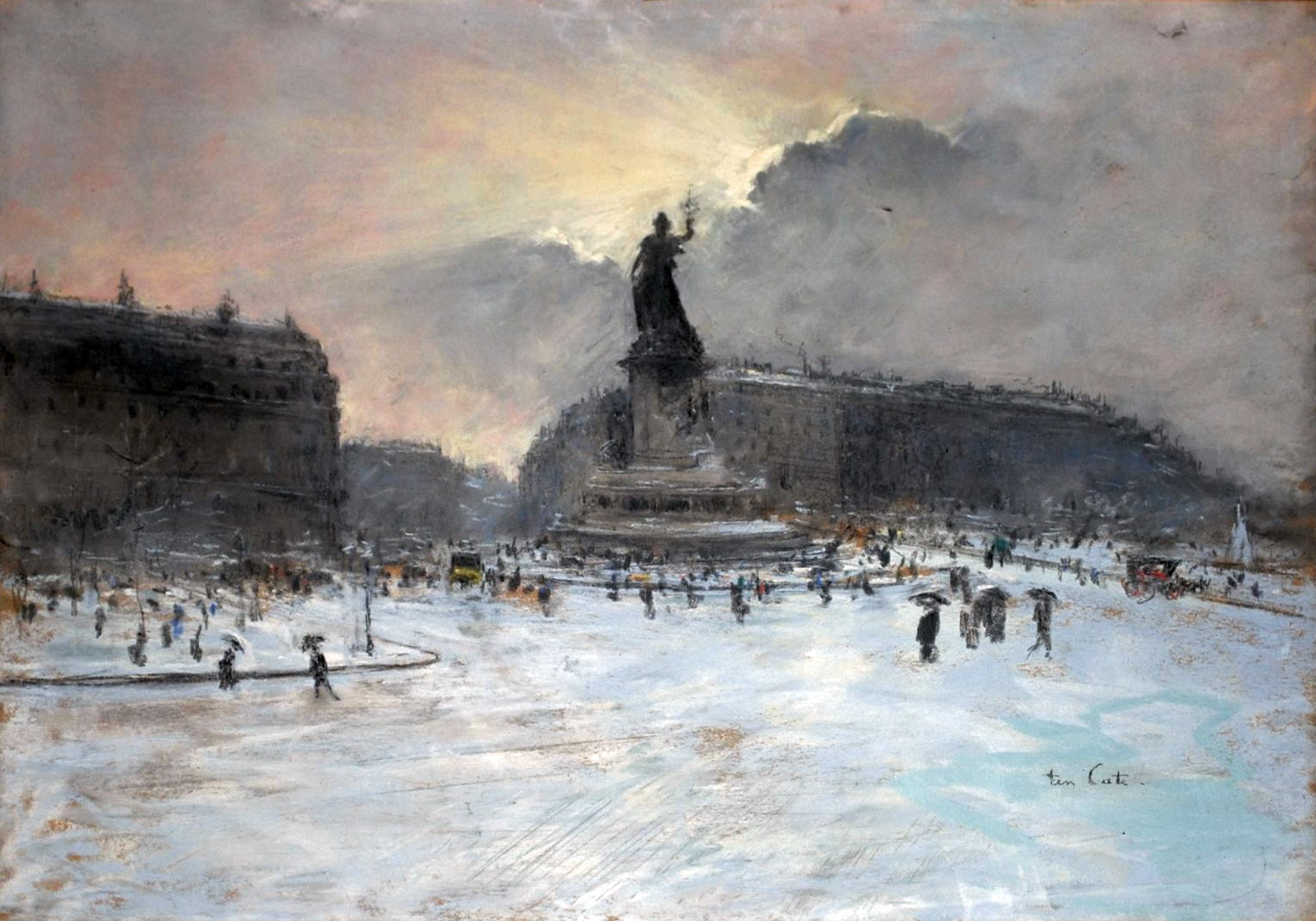
Place de la République in de sneeuw (Siebe ten Cate, 1900)

### Herinrichting 21e eeuw

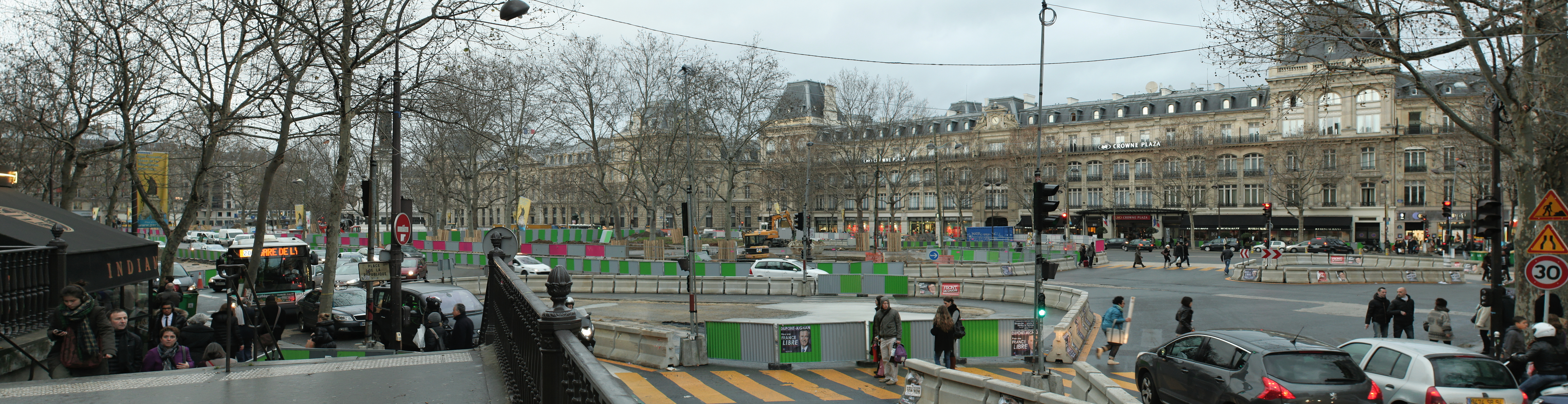
Herinrichting van het plein, januari 2012

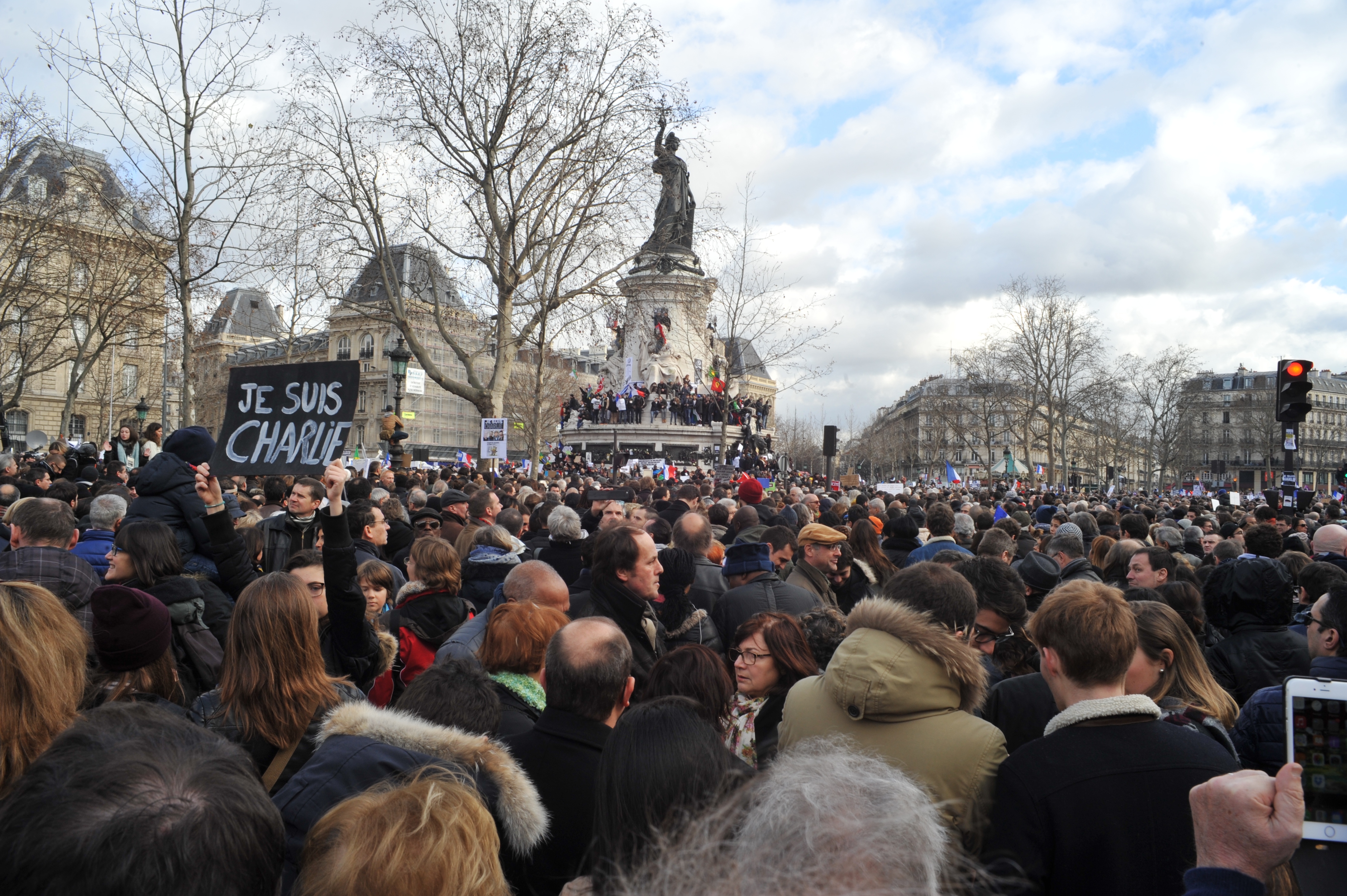
Demonstranten op het plein na de aanslag op Charlie Hebdo, 11 januari 2015

Een van de verkiezingsbeloftes van Bertrand Delanoë voor zijn herverkiezing in 2008 als burgemeester van Parijs was de herinrichting van de Place de la République. Het plan behelsde de transformatie van het plein van een "veredeld verkeersplein" naar een voetgangerszone, waarbij 70% van het plein en de omliggende wegen werd bestemd voor voetgangers (tot die tijd was dat 40%). Het ingrijpende project, dat onder andere de afsluiting van de drukke Rue du Faubourg du Temple omvatte, werd van 2011 tot 2013 uitgevoerd. Tevens werd het standbeeld van Marianne schoongemaakt en van graffiti ontdaan. De kosten bedroegen bijna 20 miljoen euro. De renovatie werd genomineerd voor de Europese Prijs voor Stedelijke Openbare Ruimte. Het voetgangersgebied beslaat nu ongeveer twee hectare in het midden en aan de noordoostkant van het plein (het zonnigste deel), terwijl de rest door het verkeer wordt gebruikt.

### Demonstraties 21e eeuw
Na de aanslag op Charlie Hebdo op 7 januari 2015 verzamelden zich dagenlang grote menigten op het plein om te rouwen, solidariteit te betuigen en te protesteren tegen het jihadisme. Het Franse ministerie van Binnenlandse Zaken schatte dat er 1,6 miljoen mensen aan deelnamen, wat het de grootste demonstratie in de moderne Franse geschiedenis maakt. Na de aanslagen in Parijs in november 2015 verzamelden zich opnieuw grote aantallen mensen op de Place de la République.
In 2016 begon de Nuit debout-beweging ("nachtelijke opstand"), die zich verzette tegen de arbeidshervormingen van de Wet El Khomri, met een bezetting van de Place de la République. In april 2019 botsten demonstranten van de gele hesjesbeweging met de politie op het plein na 23 weken van protesten tegen de regering van president Macron.

## Bezienswaardigheden

### Monument à la République
In het midden van het plein staat een 9,4 m hoog bronzen beeld van Marianne, de personificatie van de Franse Republiek, met een olijftak in haar rechterhand en haar linkerhand rustend op een tablet waarin de woorden "Droits de l'homme" (rechten van de mens) zijn gegraveerd. Het beeld is onderdeel van een 23 meter hoog monument van gebeeldhouwd wit marmer, het Monument à la République (Monument voor de republiek), in 1883 vervaardigd door de gebroeders Charles en Léopold Morice. Leopold voerde het beeldhouwwerk uit, terwijl Charles de architecturale elementen vervaardigde. De sokkel waarop Marianne staat is versierd met marmeren reliëfs en bronzen plaquettes, en wordt omringd door drie beelden die personificaties zijn van liberté, égalité, fraternité (vrijheid, gelijkheid en broederschap), het motto van de Franse Revolutie. Aan de voet van het beeld staat een bronzen leeuw naast een stembus met opschrift suffrage universel (algemeen kiesrecht).

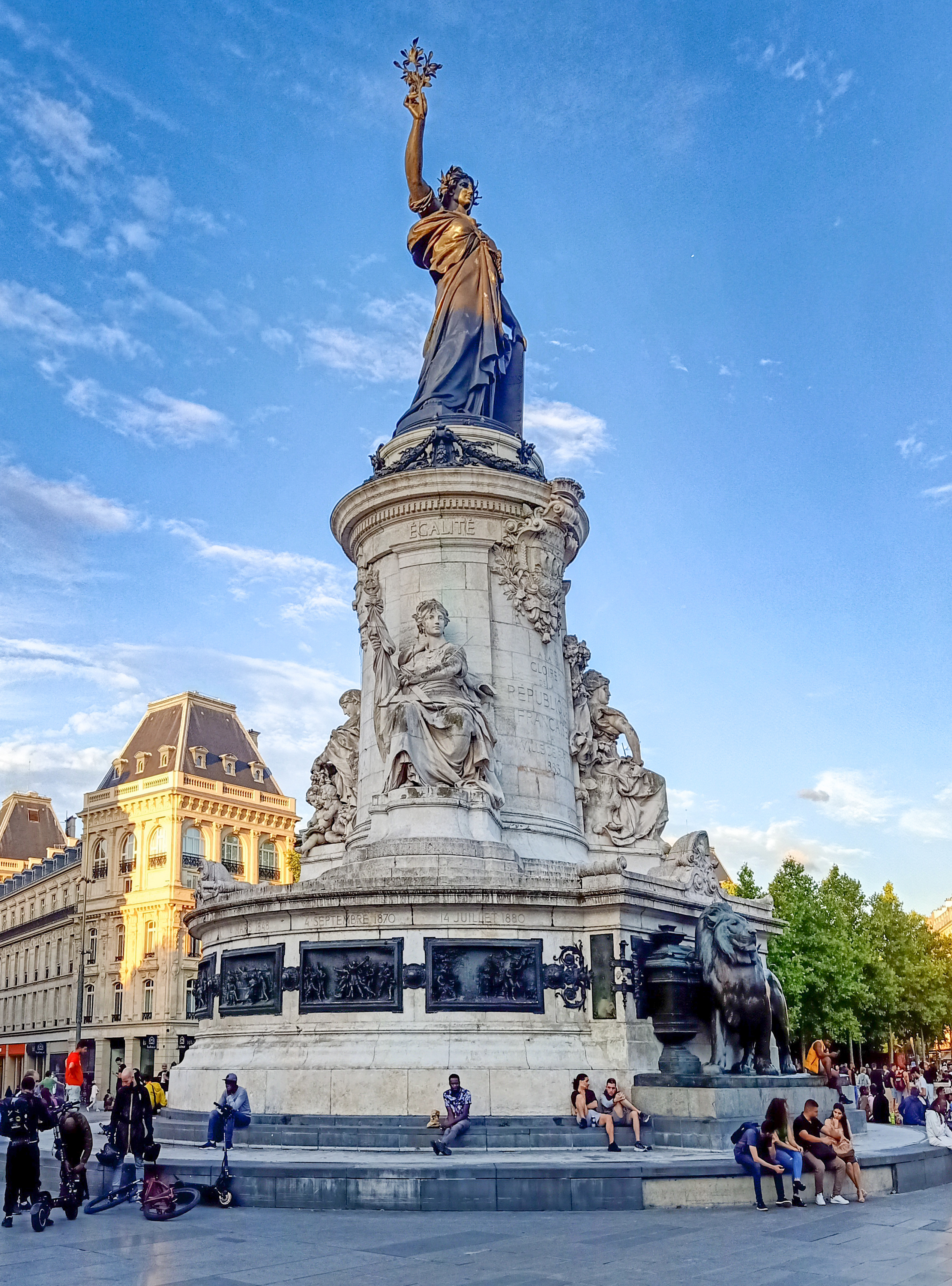
Het monument in 2022
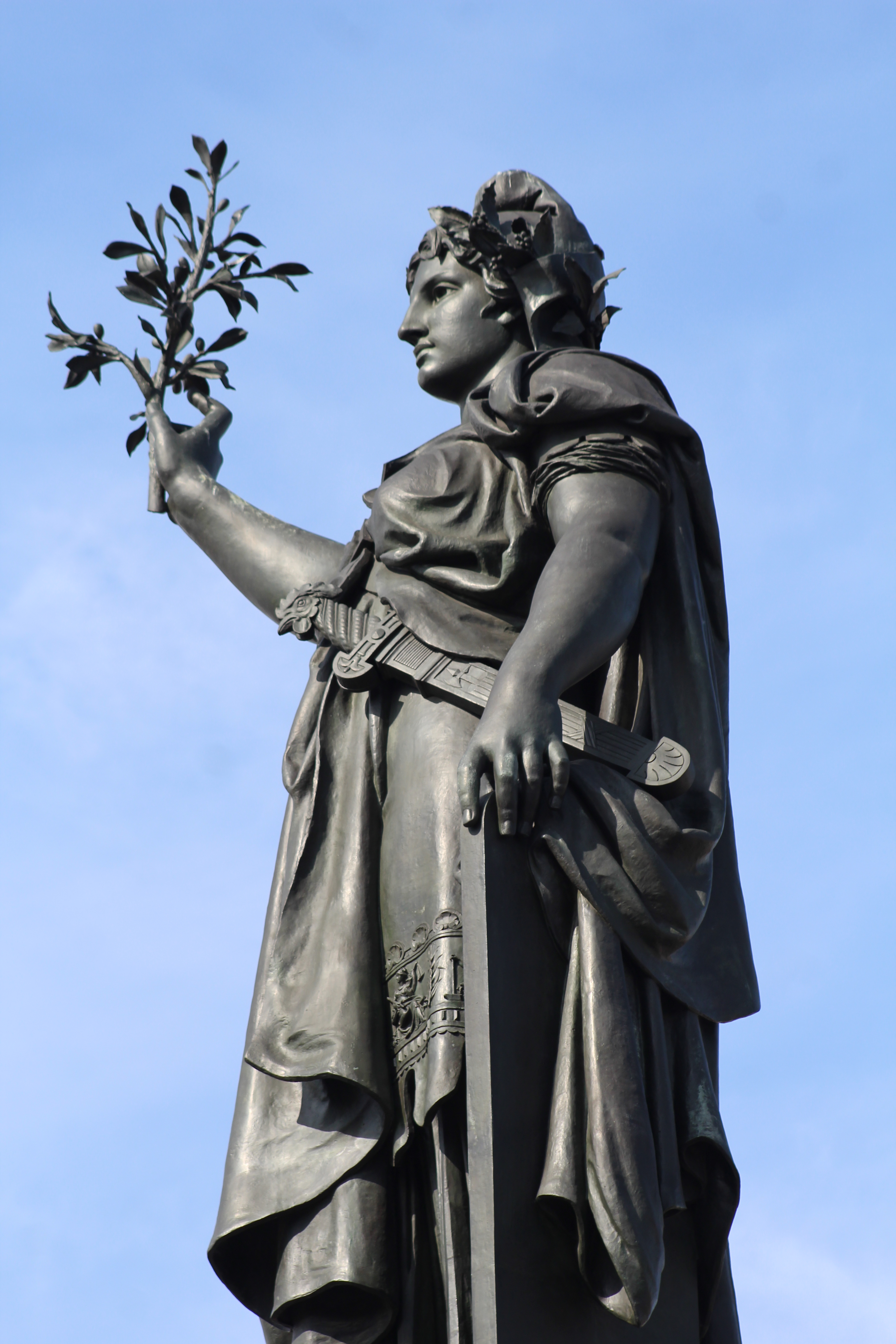
Bronzen beeld Marianne
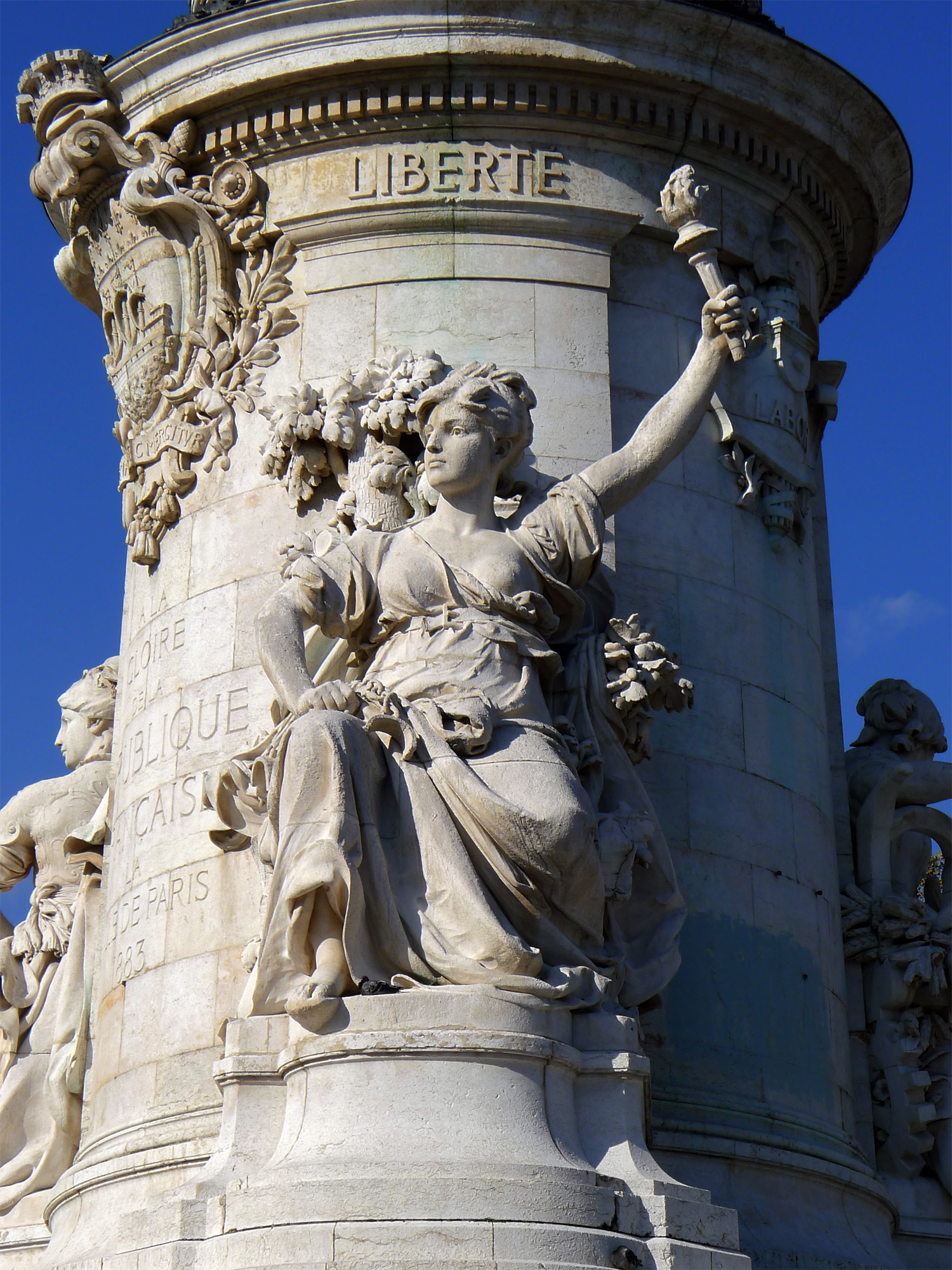
Sokkel met Liberté
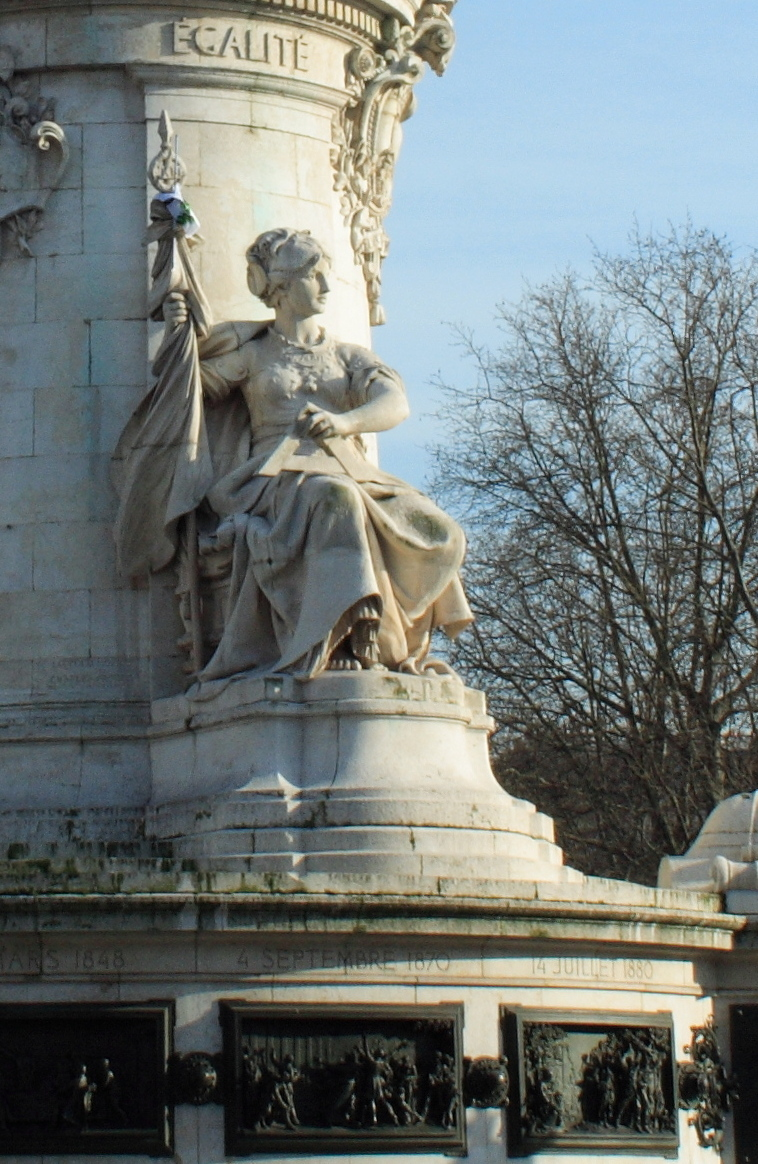
Égalité en bronzen plaquettes
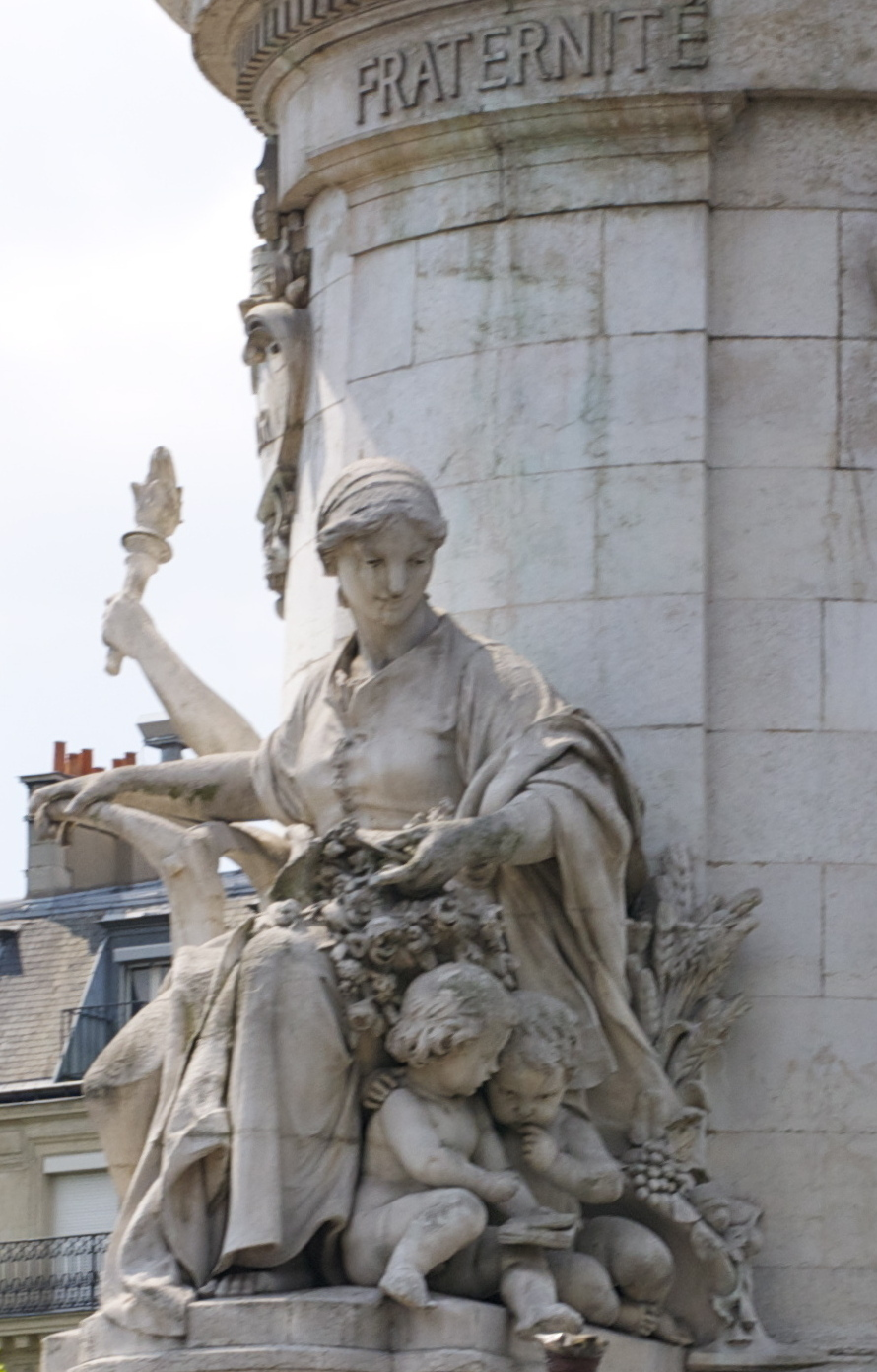
Fraternité

### Architectuur, straatmeubilair
Het grootste gebouw aan het plein is de Caserne Vérines (op nr. 12), in 1854 gebouwd door architect Degrove aan wat toen nog Place du Château d'Eau heette. Kenmerkend voor de neoclassicistische architectuur van die tijd is de symmetrische opbouw van de gevel met twee hoekpaviljoens en de strenge gevelindeling met horizontale lijsten en geblokte pilasters. De middenrisaliet wordt bekroond door een gebeeldhouwd fronton. Op de begane grond bevindt zich een rondbogige inrijpoort. Sinds 1947 biedt de kazerne huisvesting aan de Garde républicaine. Van 1998 tot 2001 werd het gebouw gerenoveerd. De architectuur van het naastgelegen gebouw van de Magasins réunis (nr. 10) is duidelijk geïnspireerd door het oudere gebouw.

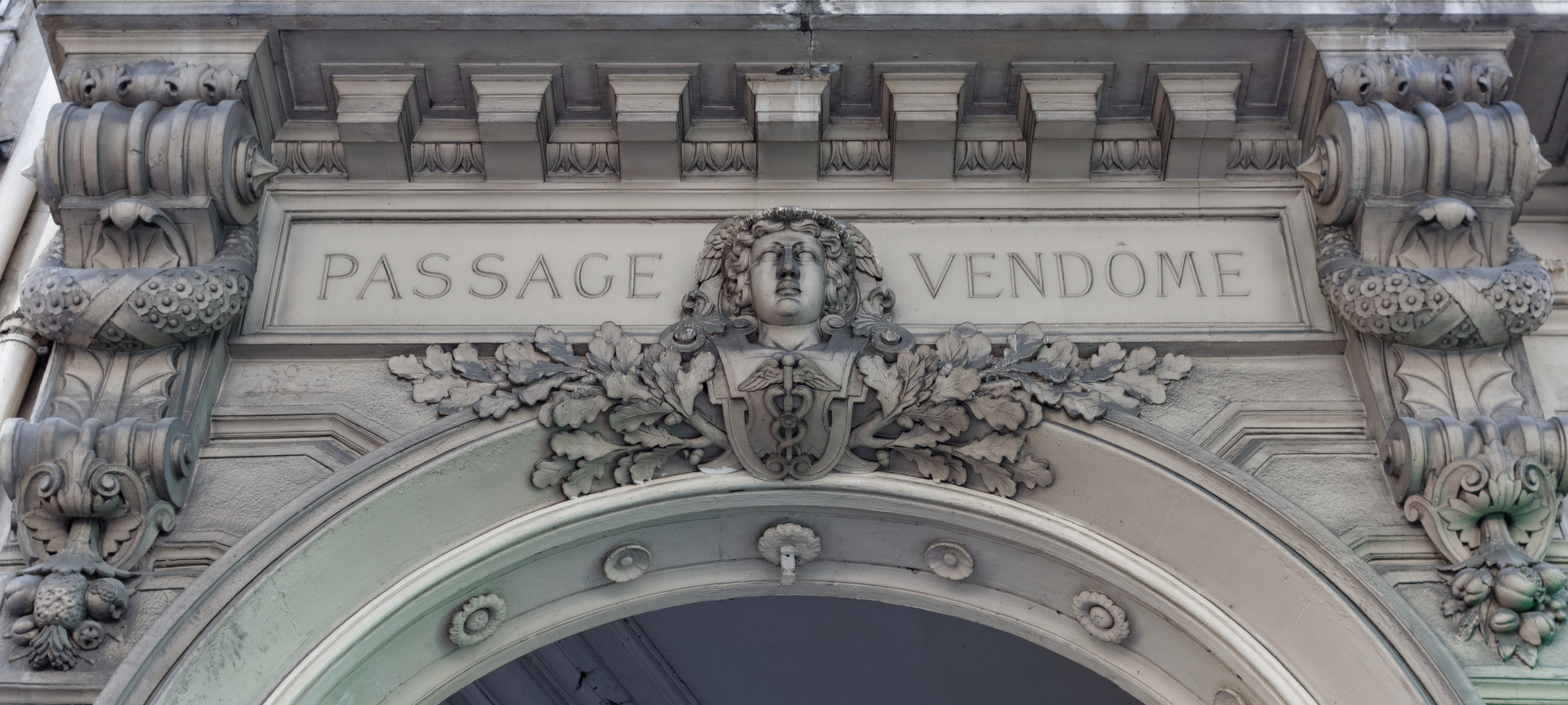
Detail entree Passage Vendôme

De Passage Vendôme (Place de la République 1) is mogelijk het oudste, nog bestaande bouwwerk aan het plein. De 57 m lange winkelpassage werd gebouwd in 1827 en verbindt de Place de la République met de Rue Béranger. Ondanks de elegante architectuur lijdt de galerij onder leegstand en verwaarlozing. Eind 2005 vond een gedeeltelijke renovatie plaats: de glazen daken werden gerestaureerd en de kroonlijsten en het schilderwerk werden vernieuwd, evenals de winkelpuien.
Een deel van het straatmeubilair is bij de renovatie van het plein in 2012-2013 vervangen door eigentijdse ontwerpen. Toch zijn er nog vrij veel lantaarnpalen, bankjes, kiosken, aanplakzuilen, straatnaambordjes en metrobordjes in de bekende Parijse fin-de-sièclestijl, ook al betreft het vaak moderne kopieën. In 2022 verving de stad Parijs zeventien moderne rustbanken van het model Mikado door traditionelere Davioud-banken. Om bescherming te bieden tegen een mogelijke aanval van een autorammer zijn langs de randen van het plein granieten blokken geplaatst die tevens als zitobject dienst kunnen doen. In het zuidwestelijk deel van het plein bevindt zich een originele Wallace-fontein, een negentiende-eeuwse openbare drinkfontein. Het betreft een vereenvoudigd exemplaar van gietijzer, zonder gebeeldhouwde kariatiden (zoals die er wel ooit heeft gestaan).

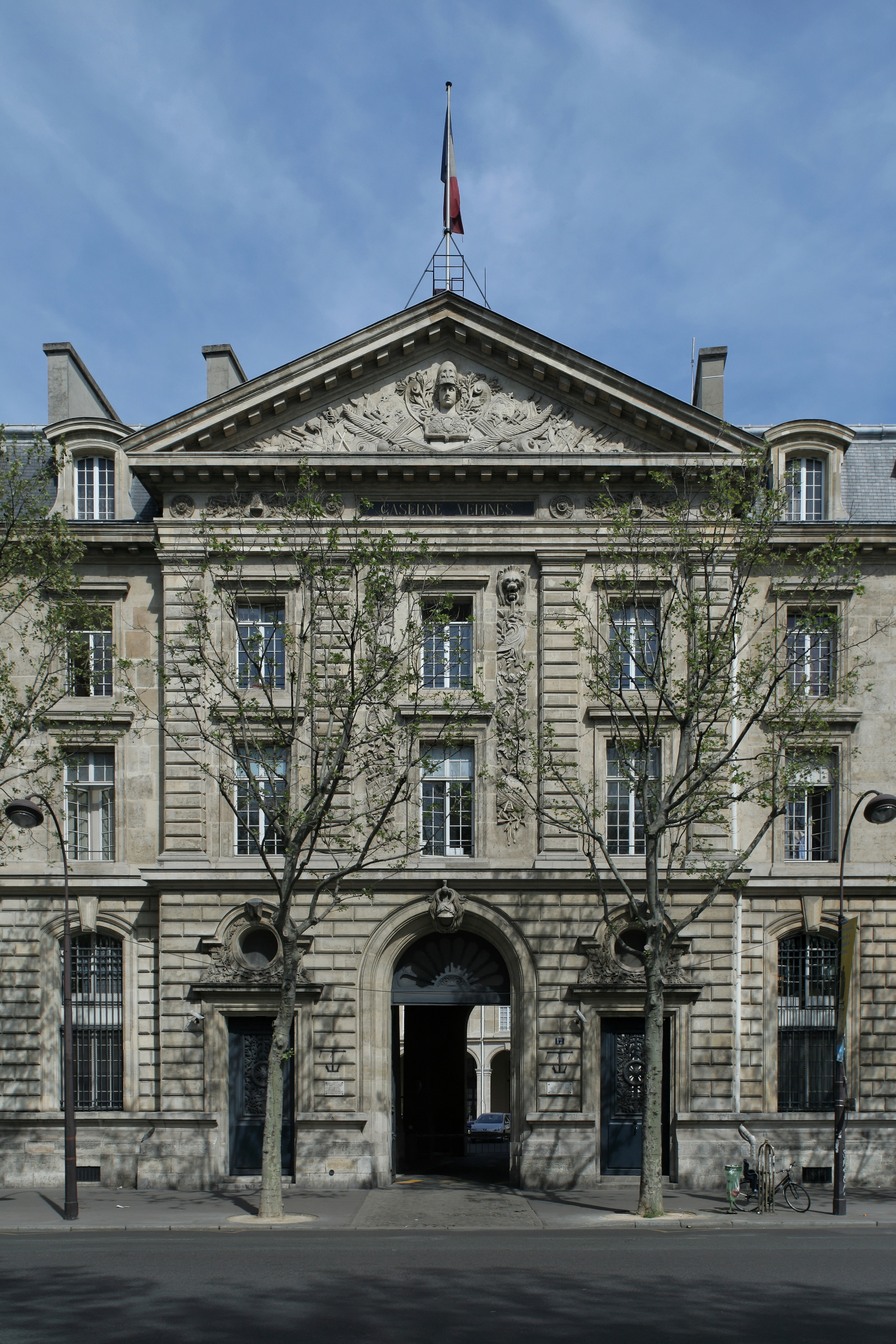
Caserne Vérines, middenrisaliet
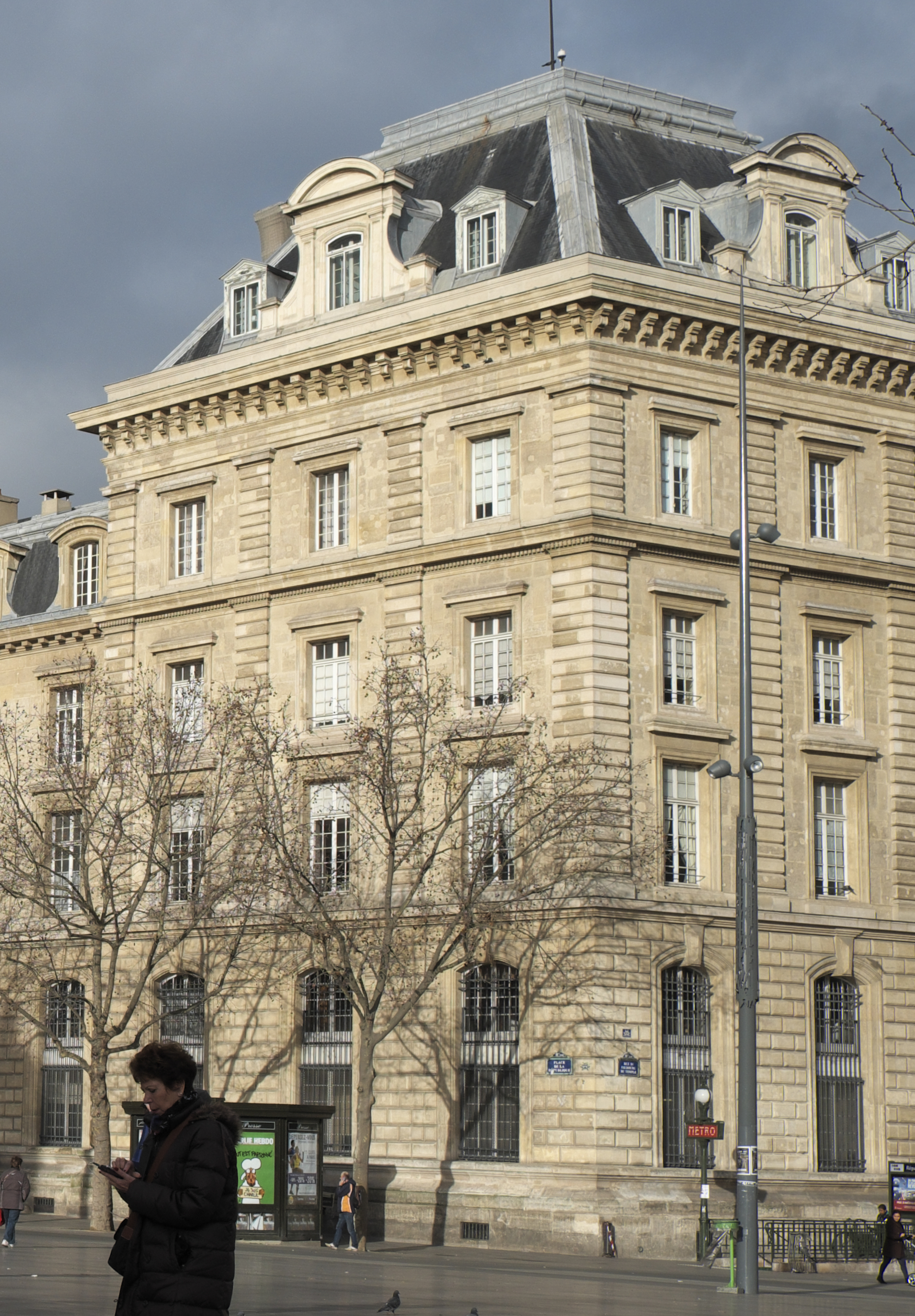
Caserne Vérines, hoekpaviljoen
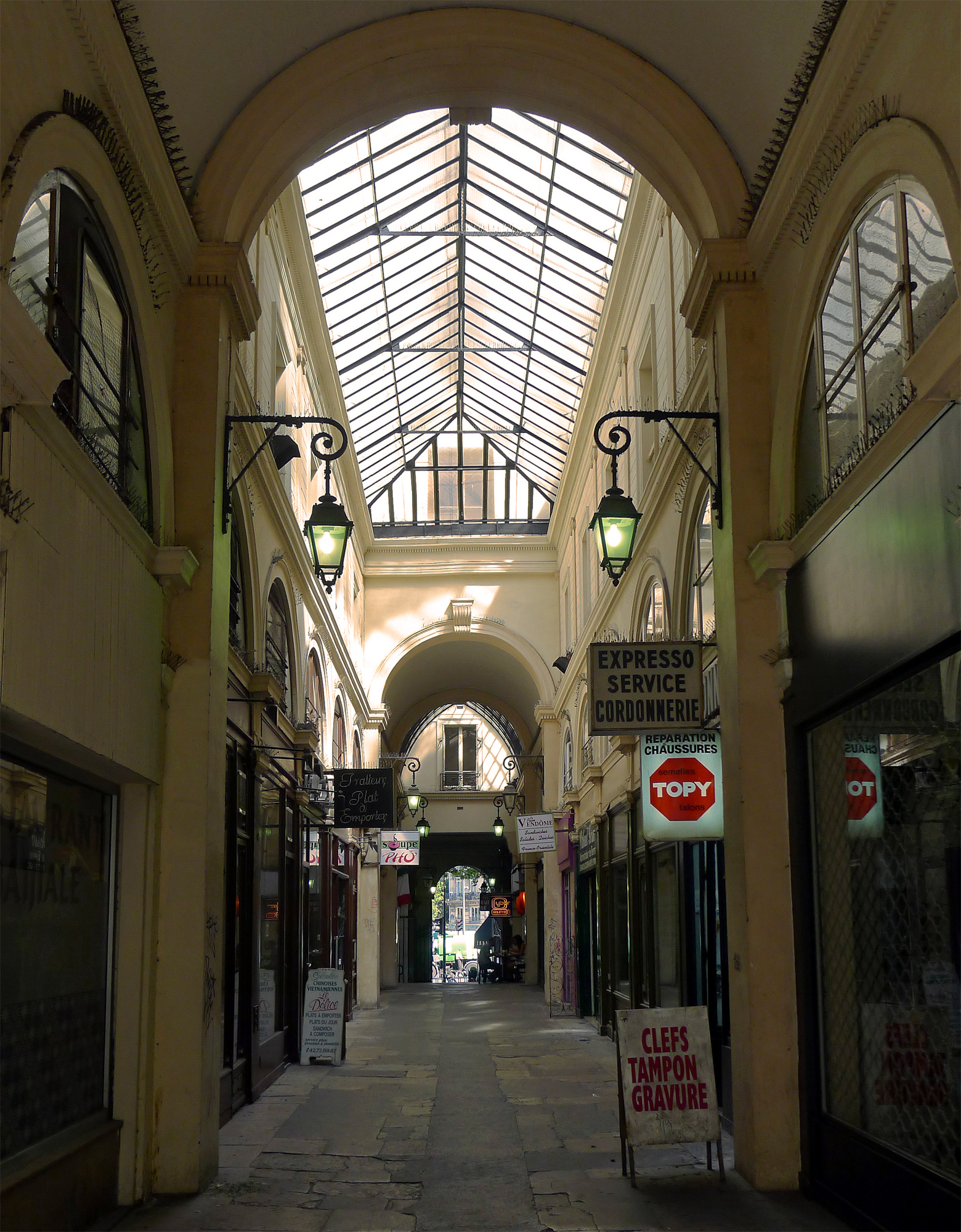
Passage Vendôme
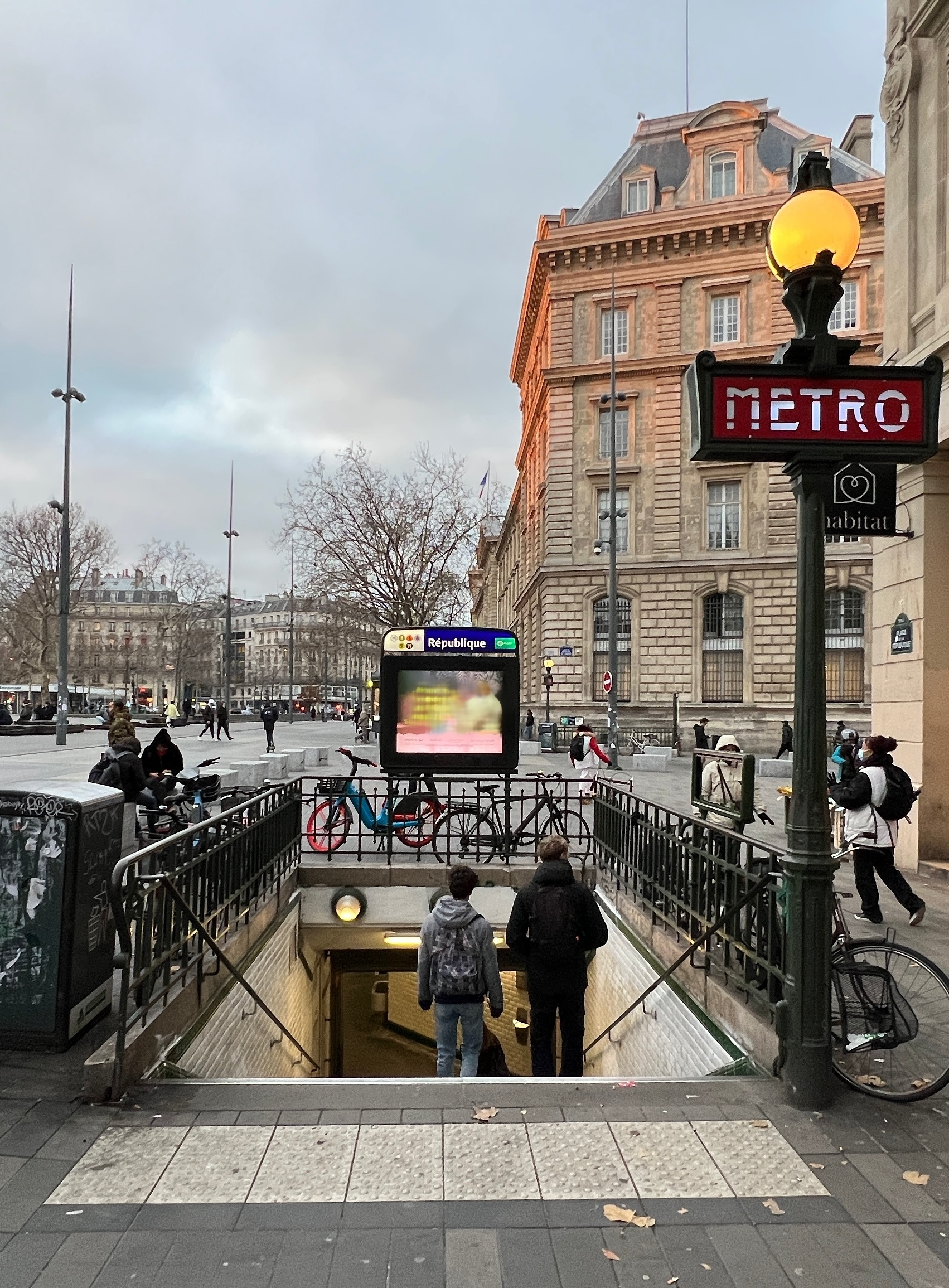
Metro-ingang
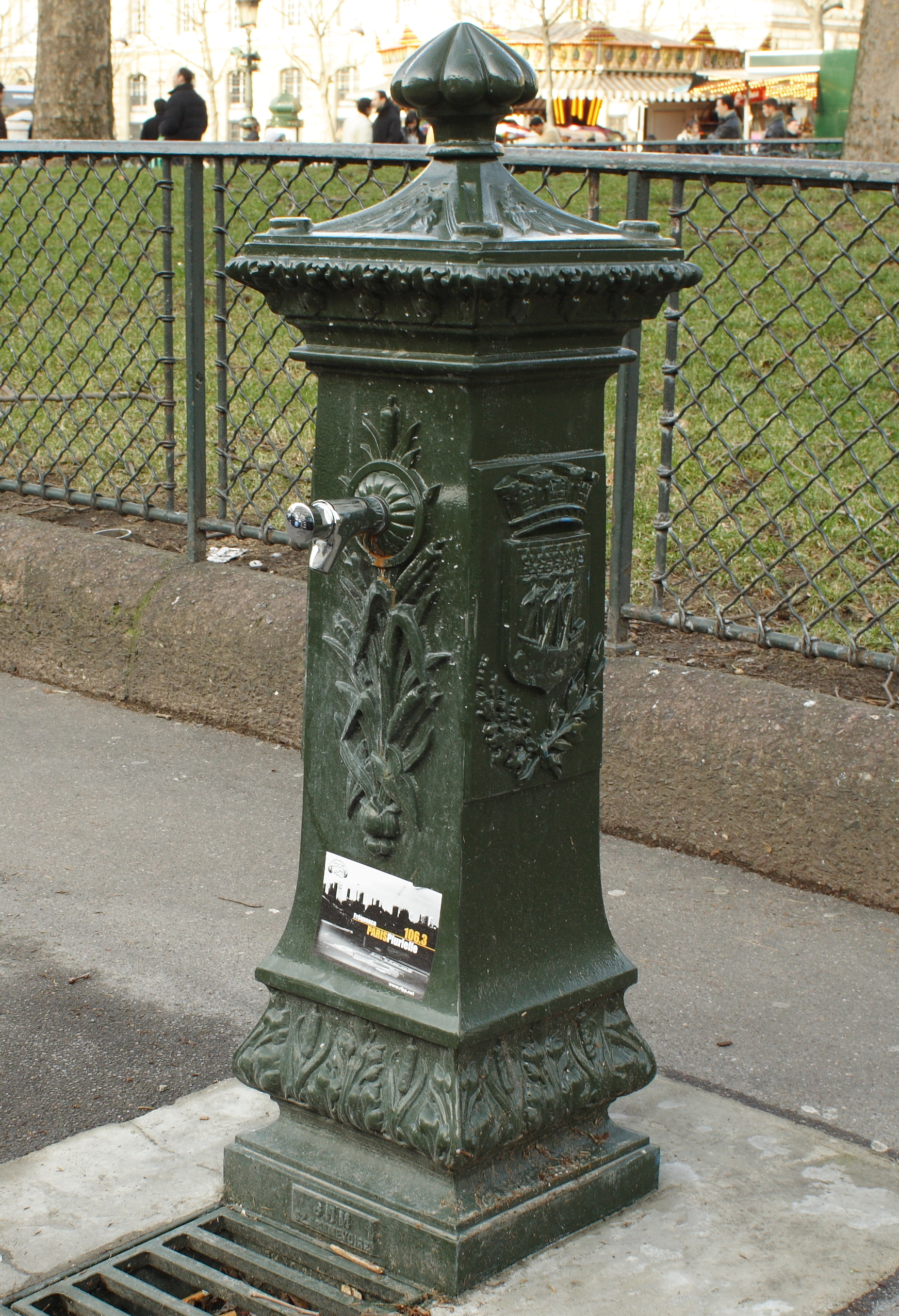
Wallace-fontein

## Varia
- Van 1822 tot 1839 was ter plekke van de latere Caserne Vérines het laboratorium en het diorama van Louis Daguerre gevestigd, waar hij de techniek van de daguerreotypie ontwikkelde, een belangrijke stap in de ontwikkeling van de fotografie. Aan het gebouw van de Caserne Vérines bevindt zich een herinneringsplaquette.
- Van 1891 tot 1924 was de Place de la République de vertrekhalte van de tramway funiculaire de Belleville, een funiculaire die de Parijzenaars naar de top van de 128 m hoge Belleville-heuvel bracht.
- De Canadese zangeres Cœur de pirate bracht in 2009 een nummer uit getiteld Place de la République.

- Virtual International Authority File: 6639150325544610090000

Place de la Bastille ·
Place de la Bataille-de-Stalingrad ·
Place Charles de Gaulle ·
Place du Châtelet ·
Place de Clichy ·
Place de la Concorde ·
Place Dauphine ·
Place Diana ·
Place du Dix-Huit Juin 1940 ·
Place de l'Europe - Simone Veil ·
Place de l'Hôtel-de-Ville - Esplanade de la Libération ·
Place d'Italie ·
Square Jean XXIII ·
Place de la Nation ·
Place de l'Opéra ·
Place du Palais-Royal ·
Place du Panthéon ·
Place du Parvis-Notre-Dame ·
Place Pigalle ·
Place de la République ·
Place Saint-Michel ·
Place de la Sorbonne ·
Place du Tertre ·
Place du Trocadéro ·
Place Vauban ·
Place Vendôme ·
Place des Victoires ·
Place des Vosges